# Дјере Сен Пјер
Дјере Сен Пјер (фр. Dierrey-Saint-Pierre) насеље је и општина у североисточној Француској у региону Шампањ-Арден, у департману Об која припада префектури Ножан сир Сен.
По подацима из 2011. године у општини је живело 238 становника, а густина насељености је износила 11,01 становника/km². Општина се простире на површини од 21,61 km². Налази се на средњој надморској висини од 150 метара.

## Демографија
| 1962. | 1968. | 1975. | 1982. | 1990. | 1999. | 2011. |
| ----- | ----- | ----- | ----- | ----- | ----- | ----- |
| 216   | 219   | 192   | 187   | 165   | 183   | 238   |

График промене броја становника у току последњих година